# Saint-Oyen (Włochy)
Saint-Oyen – miejscowość i gmina we Włoszech, w regionie Dolina Aosty, w dolinie Valle del Gran San Bernardo w Alpach Pennińskich.
Według danych na styczeń 2009 gminę zamieszkiwało 215 osób przy gęstości zaludnienia 22,9 os./1 km².